# Buteogallus
A Buteogallus a madarak (Aves) osztályának vágómadár-alakúak (Accipitriformes) rendjébe, ezen belül a vágómadárfélék (Accipitridae) családjába tartozó nem.

## Rendszerezés
A nembe az alábbi 5 élő faj és 12 fosszilis faj tartozik:
- fekete rákászölyv (Buteogallus urubitinga)
- kormos rákászölyv (Buteogallus anthracinus)
- mangroverákászölyv (Buteogallus subtilis)
- szavanna rákászölyv vagy békászóölyv (Buteogallus meridionalis vagy Heterospizias meridonalis)
- vöröshasú rákászölyv (Buteogallus aequinoctialis)
- †Buteogallus borrasi
- †Buteogallus enectus
- †Buteogallus sodalis
- †Buteogallus fragilis
- †Buteogallus milleri
- †Buteogallus royi
- †Buteogallus daggetti
- †Buteogallus woodwardi
- †Buteogallus hibbardi
- †Buteogallus concordatus
- †Buteogallus irpus